# فصل قشر البيض وغشاء البروتينات
فصل قشر البيض وغشاء البروتينات يعد بمثابة عملية إعادة تدوير. بشكل تقريبي، فإن 30% من البيض المستهلك كل عام يتم كسره ومعالجته أو سحقه في الأطعمة مثل الكيك والخلطات والمايونيز وشرائح المكرونة والوجبات السريعة. وينجم عن صناعة الأغذية الأمريكية 150000 طن من فضلات قشر البيض في العام. وتتركز أساليب التخلص من فضلات قشر البيض من خلال توجيه 26.6% منها لعمل الأسمدة و21.1% منها كمكونات لطعام الحيوانات، ويتم التخلص من 26.3% في المقالب البلدية، في حين يتم استخدام 15.8% منها بطرق أخرى. والعديد من مدافن النفايات لا ترغب في قبول تلك النفايات، حيث إن قشر البيض والغشاء الذي يكون ملتصقًا به يجذب الهوام. ولا تكون ثمة قيمة أو استخدام لقشر البيض المكون من كربونات الكالسيوم والغشاء الغني بالبروتين معًا. وقد سمح اختراع جهاز لفصل قشر البيض عن الغشاء بتدوير النفايات لهذين المنتجين الهامين.

## تكوين قشر البيض
انظر المقال الرئيسي البيض (الطعام) وقشر البيض
يتكون قشر بيض الدجاج من 95% من وزنه من كربونات الكالسيوم و3.5% من المواد المتبقية عبارة عن خليط عضوي.

## استخدامات قشر البيض التالف

### استخدامات المواد الصيدلية وقشر البيض التالف
لقد تم استخدام قشر البيض الغني بكربونات الكالسيوم في تطبيقات علاج نقص الكالسيوم في البشر والحيوانات. وتحتوي قشرة بيضة واحدة على كتلة تساوي ستة جرامات والتي تنتج حوالي 2200 مجم من الكالسيوم. ويتم استخدام جزيئات قشر البيض في معجون الأسنان كعامل مقاوم للجير. ويتم استخدام قشر البيض المسحوق من أجل التمعدن والنمو.

### صناعة الطعام واستخدام قشر البيض التالف
لقد تم الاستفادة من الاستخدامات الحديثة لقشر البيض في شكل لاكتات الكالسيوم كعامل تخمير ومحسن نكهات وعامل نكهات وعامل تخمر ومكمل غذائي ومثبت ومثخن. كما يستخدم قشر البيض كمكمل للكالسيوم في عصير البرتقال.

### الأمور الأخرى واستخدام قشر البيض التالف
تم تضمين قشر البيض في الأسمدة ليكون بمثابة مرطب للتربة. كما أنه يستخدم كذلك كمكمل في أطعمة الحيوانات. وفي الفترة الأخيرة، تم استخدام جزيئات كربونات الكالسيوم من البيض كصبغات تغطية لطباعة نفث الحبر. كما يستخدم قشر البيض المسحوق كذلك لعمل لب الورق. وحديثًا، يتم استخدام نفايات قشر البيض كعامل حفاز منخفض التكاليف لإنتاج الديزل الحيوي.

## أساليب فصل قشر البيض وغشاء البروتينات في قشر البيض التالف

### جهاز الفصل غير الكيميائي
قام أستاذ علوم الطعام في جامعة ولاية بنسلفانيا جوزيف إتش ماكنايل بتطوير جهاز يستخدم سكينًا رقيقًا متعدد الأنصال لكشط الغشاء من على سطح أجزاء قشر البيض. ويستخدم هذا الاختراع طريقة تعتمد على المياه لفصل قشرة البيض وغشاء البروتين. وتتم معالجة كلا المنتجين في مسارين تدفقيين، من أجل إنتاج جزيئات بحجم المللي من الغشاء الجاف وجزيئات بحجم المللي من قشرة البيض المجففة.
وهناك تقنية فصل غير كيميائي أخرى تعتمد على حرارة البخار والكشط الميكانيكي والفراغ الضوئي لفصل قشر البيض الصلب عن الأغشية التي تحتوي على البروتين. وهذا الاختراع يؤدي إلى تمرير أجزاء قشر البيض التي يتم الحصول عليها من مرافق تكسير البيض من خلال سلسلة من المثاقب الساخنة. وبمجرد وصول رقائق القشرة والغشاء إلى المستوى المناسب من محتويات الرطوبة، يسحبها الفراغ إلى جهاز إعصار. ويؤدي إجراء الإعصار إلى فصل رقائق قشر البيض الثقيلة عن رقائق الأغشية الأخف. وقد تم طرح هذا الاختراع على الصعيد التجاري ويمكنه فصل العديد من الأطنان المترية بسهولة كل يوم، مما يسمح بإنتاج المزيد من المنتجات التجارية القيمة.

### وحدة فصل الطفو الهوائي المتحلل
يتم وضع قشر البيض التالف في المياه، ثم على الأرض من أجل فصل قشر البيض عن غشاء البروتين. ثم يتم وضع قشر البيض الموجود على الأرض في حاوية منفصلة حيث يتم حقن الهواء في تدفق المياه. ويؤدي خليط الهواء والمياه إلى طفو المكون الأخف (وهو غشاء البروتين) وانغماس المكون الأثقل (قشر البيض المكون من كربونات الكالسيوم). وتسترد هذه الوحدة 96% من أغشية قشر البيض و99% من قشر البيض المكون من كربونات الكالسيوم خلال ساعتين.

### خزان السوائل المحتوي على المياه وحمض الخليك
إن مخترع هذه الطريقة هو فلاديمير فلاد. وتستخدم الماكينة قشر البيض غير المفصول الموضوع في خزان السائل، مع استخدام التجويف لفصل غشاء قشر البيض عن قشر البيض. ويكون خزان السائل في تلك الحالة يحتوي على الماء المقطر وحمض الخليك لتوفير المعالجة المستمرة. وهذا الاختراع كذلك، يحتوي على طريقة لتجميع القشر المنفصل لطحنه وتكوين مسحوق قشر البيض.